# Tejupilco de Hidalgo
Tejupilco de Hidalgo es una ciudad mexicana y cabecera del municipio de Tejupilco, también es cabecera regional de la Región Tejupilco está ubicada al suroeste del Estado de México y es la localidad más importante del sur del estado.

## Toponimia
Tejupilco de Hidalgo, está identificado oficialmente con un glifo topónimo de origen prehispánico derivado del Códice Mendocino, en la matrícula de tributos, que denomina la ubicación del altépetl indígena de Texopilco al suroeste, su significado es de origen náhuatl y se traduce como Lugar de los pies de piedra. 
El apellido de Hidalgo se obtuvo en honor a Miguel Hidalgo y Costilla, considerado padre de la independencia de México y uno de los nobles habitantes de esta ciudad.